# Here (pel·lícula de 2024)
Here és una pel·lícula dramàtica del 2024 produïda i dirigida per Robert Zemeckis, amb guió del mateix Zemeckis amb Eric Roth,  basada en una novel·la gràfica de Richard McGuire. Protagonitzada per Tom Hanks, Robin Wright, Paul Bettany i Kelly Reilly. Es va estrenar el novembre del 2024. S'ha subtitulat al català.

## Argument
Amb una narrativa no-lineal el film presenta una història generacional sobre les famílies i el lloc especial que habiten, compartint l'amor, la pèrdua, el riure i la vida. Es veu com es construeix la casa a principis del segle xx, amb la seva estructura de fusta típicament americana, la pel·lícula, seguint la configuració del còmic original, també retrocedeix a aquest mateix espai en temps de dinosaures; sobrevola l'era dels nadius, les tensions durant la Guerra d'Independència.
El terreny formava part de la finca de William Franklin, fill de Benjamin Franklin (l'últim governador colonial de Nova Jersey). Al voltant del començament del segle xx, es construeix la casa que esdevé el centre de la major part de l'acció de la pel·lícula. Els seus primers inquilins són John Harter i la seva dona, Pauline. Els habitants posteriors de la casa inclouen una parella, Leo, un inventor, i Stella, una model, que hi viuen a la dècada de 1940 abans i durant la guerra. Leo inventa una butaca reclinable i la parella es trasllada a Califòrnia. La família Young hi viurà després de la conclusió de la Segona Guerra Mundial. Els Joves crien tres fills a la casa: Richard, Elizabeth i Jimmy. Després en Richard i la seva xicota Margaret, es casen i crien la seva filla Vanessa a la casa fins que a principis dels anys 2000, es divorcien acaben venent la casa. Els següents habitants són Devon i Helen Harris i el seu fill Justin, també vendran la casa. Ja de grans, Richard porta la Margaret, que ara té demència, a la casa buida l'any 2024. Li recorda l'època en què la Vanessa era petita, tot invocant els records de la seva vida compartida a la casa.

## Repartiment
- Tom Hanks: Richard
- Robin Wright: Margaret
- Paul Bettany: Al
- Kelly Reilly: Rose
- Michelle Dockery: Pauline
- Gwilym Lee: John
- Lauren McQueen: Elizabeth
- Harry Marcus as Jimmy
- Zsa Zsa Zemeckis: Vanessa
- David Fynn: Leo
- Ophelia Lovibond: Stella
- Nicholas Pinnock: Devon
- Nikki Amuka-Bird: Helen
- Anya Marco Harris: Raquel
- Tony Way: Ted
- Jemima Rooper: Virginia
- Keith Bartlett: Benjamin Franklin
- Daniel Betts: William Franklin

## Producció
Trenta anys després de Forrest Gump (1994) l'equip format pel director Robert Zemeckis, el guionista Eric Roth i els actors Tom Hanks i Robin Wright es reuneixen per intentar explicar una altra història, en aquest cas molt a l'estil de l'aclamada novel·la gràfica de Richard McGuire en la qual es basa, on el temps, considerat de manera no cronològica, és el concepte clau d'aquesta adaptació cinematogràfica, necessàriament simplificada respecte al còmic. Tom Hanks i Robin Wright protagonitzen una història d'amor, pèrdua, i vida, al voltant de múltiples famílies i el lloc especial on viuen. La història viatja a través de generacions, capturant les experiències humanes més relacionades. La càmera roman en un cantó del saló i les èpoques es van barrejant en el mateix pla, alternant-se amb d'altres de més convencionals, que retraten escenes que transcorren en una mateixa època. Els efectes visuals es van fer en col·laboració amb la plataforma d'intel·ligència artificial Metaphysic Live.

## Recepció

### Crítica
A l'agregador en línia de ressenyes de pel·lícules Rotten Tomatoes, Here obté una valoració positiva del 35% dels crítics sobre un total de 142 revisions, amb una valoració mitjana de 5/10. El públic la valora amb un 3,4 sobre 5. Entre els crítics que no l'aproven, Rex Reed, a Observer, afirmant que la nostàlgia i els trucs tecnològics no poden salvar una història avorrida. De forma similar, Richard Roeper del Chicago Sun-Times el considera decebedor,  es mou a través del temps en un espai, un concepte prometedor, però, obstaculitzat per personatges tediosos. Entre les crítiques positives, Amy Nicholson del New York Times, valora el llargmetratge com un collage experimental de Zemeckis que planta la càmera en un sol lloc, la lent és estàtica, la consideració èpica, centrant el guió en un recorregut familiar durant sis dècades. Segons Philipp Engel a Cinemanía, Zemeckis ens ofereix un precipitat de la història americana, i del seu cinema que s'acaba percebent com un drama familiar de la classe mitjana americana, sense un argument molt definit, com la vida, i amb un punt aleatori, amb una representació de la casa familiar com a sinècdoque de la societat estatunidenca. Àlex Montonya, crític a Catalunya Ràdio, reconeix que és una proposta suïcida, pel fet que tota la història està explicada des de la càmera fixa situada en una cantonada, però la recomana plenament, perquè som testimonis de pinzellades de les vides de les persones que hi han viscut.